# アンジェロ・レオ
アンジェロ・レオ、(Angelo Leo、1994年5月15日 - ）は、アメリカ合衆国のプロボクサー。ニューメキシコ州アルバカーキ出身。現IBF世界フェザー級王者。元WBO世界スーパーバンタム級王者。世界2階級制覇王者。

## 来歴

### スーパーバンタム級
2019年12月28日、アトランタのステートファーム・アリーナでIBF世界スーパーバンタム級4位のセサール・フアレスとIBF世界スーパーバンタム級挑戦者決定戦を兼ねたNABO北米スーパーバンタム級王座決定戦を行い、11回1分12秒TKO勝ちを収め王座を獲得しダニエル・ローマンへの挑戦権を獲得した。
2020年8月1日、コネチカット州アンカスヴィルのモヒガン・サン・アリーナで、ナバレッテの王座返上に伴いWBO世界スーパーバンタム級1位のスティーブン・フルトンとWBO世界スーパーバンタム級王座決定戦を行う予定だったが、試合の3日前にフルトンが新型コロナウィルスに感染して欠場になったため、WBO世界スーパーバンタム級6位のトラマイン・ウィリアムズに変更して試合を行い、レオが12回3-0（117-110、118-110×2）の判定勝ちを収め王座を獲得した。なおレオは当初対戦するはずだったフルトンとの指名試合を2021年2月1日までに行うように指令され、2020年12月にフルトンと対戦予定だったが、今度はレオがコロナ陽性となり、試合は延期された。
2021年1月23日、モヒガン・サン・アリーナでWBO世界スーパーバンタム級1位のスティーブン・フルトンと対戦し、12回0-3（109-119×2、110-118）の判定負けを喫し初防衛に失敗、王座から陥落した。

### フェザー級
2024年1月31日、フロリダ州ヒルズボロ郡プラントシティのホワイトサンズ・プロボックス・イベントセンターでWBA世界フェザー級7位のマイク・プラニアと対戦し、3回2分27秒KO勝ちを収めた。
2024年8月10日、ニューメキシコ州アルバカーキのティングリー・コロシアムでIBF世界フェザー級王者のルイス・アルベルト・ロペスと対戦し、10回1分16秒KO勝ちを収め2階級制覇に成功した。

## 戦績
- プロボクシング：27戦 26勝 (12KO) 1敗

| 戦           | 日付           | 勝敗 | 時間     | 内容    | 対戦相手                         | 国籍           | 備考                                 |
| ------------ | -------------- | ---- | -------- | ------- | -------------------------------- | -------------- | ------------------------------------ |
| 1            | 2012年11月17日 | ☆    | 4R       | 判定2-0 | ヘスス・ザビエル・ペルアルドゥア | アメリカ合衆国 | プロデビュー戦                       |
| 2            | 2013年1月19日  | ☆    | 4R       | 判定3-0 | フリオ・ゴメス                   | アメリカ合衆国 |                                      |
| 3            | 2013年9月6日   | ☆    | 4R       | 判定2-0 | ブライアン・ガルシア             | アメリカ合衆国 |                                      |
| 4            | 2014年1月25日  | ☆    | 1R 0:48  | KO      | マイケル・ジェームス・ヘレーラ   | アメリカ合衆国 |                                      |
| 5            | 2014年5月10日  | ☆    | 3R 0:58  | KO      | ジェームズ・ピアー               | アメリカ合衆国 |                                      |
| 6            | 2015年5月9日   | ☆    | 2R 1:14  | TKO     | ガブリエル・ブラックストン       | アメリカ合衆国 |                                      |
| 7            | 2015年8月15日  | ☆    | 6R       | 判定3-0 | ステファン・マッキンタイア       | アメリカ合衆国 |                                      |
| 8            | 2016年3月5日   | ☆    | 4R 2:59  | KO      | ヘスス・セペダ・マルティネス     | メキシコ       |                                      |
| 9            | 2016年5月14日  | ☆    | 2R 0:50  | KO      | イバン・チャベラ・レセンディス   | メキシコ       |                                      |
| 10           | 2016年8月13日  | ☆    | 3R 1:47  | KO      | ホルへ・ルイス・ファルコン       | メキシコ       |                                      |
| 11           | 2017年11月18日 | ☆    | 4R 2:04  | KO      | バシリオ・ニエベス               | ドミニカ共和国 |                                      |
| 12           | 2018年1月27日  | ☆    | 6R       | 判定3-0 | ジョナタン・アギラール           | メキシコ       |                                      |
| 13           | 2018年8月3日   | ☆    | 8R       | 判定3-0 | シャローネ・カーター             | アメリカ合衆国 |                                      |
| 14           | 2018年10月27日 | ☆    | 1R 1:37  | KO      | グレン・ポラス                   | フィリピン     |                                      |
| 15           | 2018年12月7日  | ☆    | 8R       | 判定3-0 | エリック・ルイス                 | アメリカ合衆国 |                                      |
| 16           | 2019年2月9日   | ☆    | 8R       | 判定3-0 | アルベルト・トーレス             | アメリカ合衆国 |                                      |
| 17           | 2019年4月5日   | ☆    | 10R      | 判定3-0 | ニエル・ジョン・タバナオ         | フィリピン     |                                      |
| 18           | 2019年6月28日  | ☆    | 10R      | 判定3-0 | マーク・ジョン・ヤップ           | フィリピン     |                                      |
| 19           | 2019年12月28日 | ☆    | 11R 1:12 | TKO     | セサール・フアレス               | メキシコ       | NABO北米スーパーバンタム級王座決定戦 |
| 20           | 2020年8月1日   | ☆    | 12R      | 判定3-0 | トラマイン・ウィリアムズ         | アメリカ合衆国 | WBO世界スーパーバンタム級王座決定戦  |
| 21           | 2021年1月23日  | ★    | 12R      | 判定0-3 | スティーブン・フルトン           | アメリカ合衆国 | WBO陥落                              |
| 22           | 2021年6月19日  | ☆    | 10R      | 判定2-0 | アーロン・アラメダ               | メキシコ       |                                      |
| 23           | 2023年11月1日  | ☆    | 9R 1:59  | TKO     | ニコラス・ポランコ               | ドミニカ共和国 |                                      |
| 24           | 2024年1月31日  | ☆    | 3R 2:27  | KO      | マイク・プラニア                 | フィリピン     | NABA北米フェザー級王座決定戦         |
| 25           | 2024年4月10日  | ☆    | 10R      | 判定3-0 | エドゥアルド・バエス             | メキシコ       | NABA防衛1                            |
| 26           | 2024年8月10日  | ☆    | 10R 1:16 | KO      | ルイス・アルベルト・ロペス       | メキシコ       | IBF世界フェザー級タイトルマッチ      |
| 27           | 2025年5月24日  | ☆    | 12R      | 判定2-0 | 亀田和毅（TMK）                  | 日本           | IBF防衛1                             |
| テンプレート |                |      |          |         |                                  |                |                                      |

## 獲得タイトル
- NABO北米スーパーバンタム級王座
- WBAコンチネンタルアメリカスフェザー級王座
- WBO世界スーパーバンタム級王座（防衛0）
- IBF世界フェザー級王座（防衛0）